# Rondo 1
El Rondo 1 es un rascacielos de gran altura de la capital polaca, (Varsovia), el edificio se usa para oficinas y es conocido sobre todo por albergar la sede del Frontex, tiene una altura total de 192 metros y está situado en la rotonda ONZ de Varsovia (Rondo ONZ, en polaco) de ahí su nombre. Éste es uno de los grandes edificios construidos en el área de la avenida de Juan Pablo II en el distrito financiero de Varsovia, a su lado están construidas la estación Warszawa Centralna del metro de Varsovia en 1998 y el InterContinental Varsovia en 2003. El edificio fue diseñado por el estudio de arquitectura conocido por Skidmore, Owings and Merrill, en colaboración con el estudio de AZO Varsovia. El contratista general es HOCHTIEF Polonia, el bloque de construcción consta de dos partes en función de las categorías minoristas y de servicios: La inferior de 10 pisos, cuya construcción se completó a principios de 2005, y la superior de más de 40 pisos. Toda la torre de 40 pisos tiene fachada de vidrio y se ilumina por la noche.
Los trabajos de construcción comenzaron en la primavera de 2003, el 7 de agosto de 2004 se realizó el acto de colocación de la piedra por Jolanta Kwasniewska y el 7 de marzo de 2006 hubo una ceremonia de apertura de las instalaciones. El edificio costó sobre 200 millones de euros. El rascacielos es uno de los edificios más inteligentes en la capital. Se ha instalado un sistema BMS, que permite controlar las funciones del edificio desde un PC, (la iluminación, la temperatura en las habitaciones, etc).
Las oficinas principales tienen aproximadamente 70 000 m², el edificio tiene 18 ascensores panorámicos (con un tiempo de espera de menos de 30 s) y 2 montacargas. A su vez, la parte inferior de la construcción se usa para comercio minorista y servicios de aparcamiento, supermercados Carrefour Express, tienda de flores, bares, sala de prensa, cafetería, lavandería, restaurante de sushi, salón de belleza y un estante UNICEF. Este es el segundo edificio en la capital polaca de clase AAA después del Edificio Metropolitano de Varsovia, que contando con facilidades para la ubicación de mayor prestigio, equipos modernos y mejor arquitectura.
El edificio fue diseñado de manera que en el futuro, cuando se cree la estación de metro II (en la rotonda ONZ), el edificio podría estar conectado a ella con una transición directa, lo que facilitará el acceso a la plataforma de la estación. Sin embargo, en recientes propuestas para la construcción de la estación de metro, propusieron un lugar en el lado opuesto de la intersección.